# コーヒー牛乳

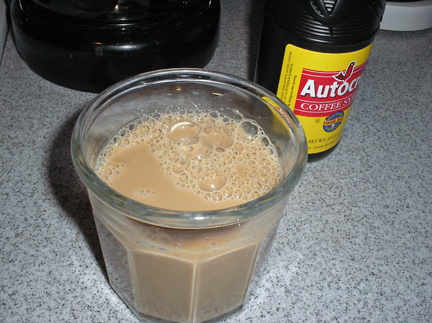
コーヒー牛乳

コーヒー牛乳（コーヒーぎゅうにゅう、英: Coffee milk）は、牛乳などの乳製品にコーヒーで味付けした飲料である。砂糖などを加えることもある。

## 歴史

### 日本
日本では、1917年頃、大阪府和泉市伯太町にある、伯太小学校の三代目校長でもあった澤田信治の発案で、コーヒー牛乳やオレンジ牛乳をつくったのが最初である。瓶入りで店頭に並んだ最初のコーヒー牛乳は、1923年（大正12年）4月20日に神奈川県の守山乳業が製造した製品を、東海道本線国府津駅の駅弁店である東華軒売店で販売したものである。まだ日本で普及していなかった牛乳とコーヒーを広めるべく、守山乳業の創業者が試行錯誤の末に開発した経緯があり、上等駅弁が35銭の時代に20銭の高価な商品であったが、評判を呼んで各地の駅に並べられるようになった。この「珈琲（コーヒー）牛乳」は王冠で栓がしてあり、「空瓶を車外に投げ捨てることは危険ですから腰掛けの下にお置きくださるか又はお持ち帰りください」と書かれた注意書きとともに発売された。守山乳業は4月20日を「珈琲牛乳の日」としている。
銭湯や温泉では瓶詰の牛乳、フルーツ牛乳とともに定番となっていた。

#### 制度上の位置づけ
1960年代には「〇〇牛乳」が乱立して玉石混交状態となった。1968年（昭和43年）、牛乳業界は消費者団体から意見を聞きながら牛乳表示の公正競争規約を策定。コーヒー牛乳をはじめとした牛乳の名を冠する乳飲料は乳脂肪分3%以上、無脂乳固形分8%以上を含むものとした。さらに人工甘味料や着色料、香料を使用している場合には表示することとした。
2000年（平成12年）に日本で起きた雪印集団食中毒事件以後、2001年（平成13年）に飲用乳の表示に関する公正競争規約が変更され、2003年（平成15年）以降は生乳100%のものしか「牛乳」と表記してはならないことになった。そのため、コーヒー牛乳は正確には「コーヒー入り乳飲料」となり、商品名は「カフェ・オ・レ」「カフェ・ラッテ」「ミルクコーヒー」などの外来語や、単に「コーヒー」といった表記に変更されている。

### アメリカ合衆国

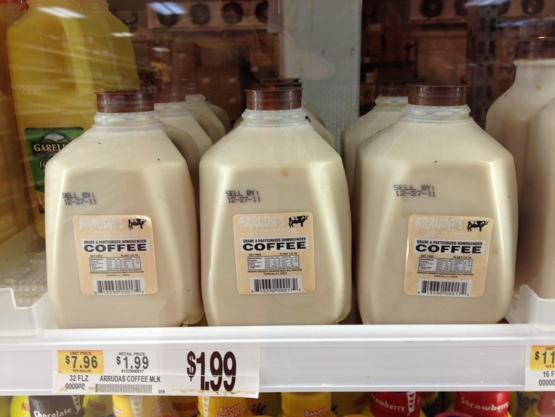
マサチューセッツ州のスーパーマーケットで販売されているコーヒー牛乳

アメリカ合衆国では、1930年代のはじめにロードアイランド州で、新しい飲み物で客を引き付けようとする簡易食堂やドラッグストアでコーヒー牛乳が出されるようになった。それらの経営者の1人は牛乳と砂糖でコーヒーを甘くし、糖蜜のようなシロップをつくった。コーヒー牛乳は、ロードアイランド州とマサチューセッツ州南東部の住民に好まれ、このコーヒー・シロップは売れた。1993年に、コーヒー牛乳はロードアイランド州の公式飲料となった。

## 著名な愛飲者
アメリカのプロレス団体「WWE」のレスラーであるジョン・シナは来日した際にかなり気に入ったらしく、マイクパフォーマンスに取り入れるなどした。

## 製造上の特性
乳成分の凝固、沈殿を防ぐためpH 5.0程度のコーヒー抽出液を、pH 6.5からpH 7.0に調整した後に乳成分を加え殺菌処理が行われる。しかし、そのpH調整過程でコーヒーの香気成分は失われてしまう。

## コーヒー牛乳に類似した飲料
- カフェ・オ・レ：ドリップコーヒーにスチームミルクを1：1の割合で加えたもの。
- カフェ・マキアート：エスプレッソに少量のフォームドミルクを注いだもの。
- カフェ・ラッテ：エスプレッソにスチームミルクを1：1の割合で加えたもの。
- カプチーノ：エスプレッソにスチームミルクとフォームミルクを1：1：1の割合で加えたもの。
- カルーア・ミルク：コーヒー・リキュールのカルーアを牛乳で割ったカクテル。
- メランジェ：エスプレッソにスチームミルクとミルクの泡を乗せたもの。